# Калькулирование
Калькули́рование (от лат. calculatio «счёт, подсчёт») — способ определения себестоимости продукции или услуги, а также себестоимости производственных ресурсов. Калькулирование производится на основе учётных и расчётных затрат и на основе структуры этих затрат. Расчёт структуры затрат опирается на понимание типа производства, вида производства, загрузки предприятия, прочих «вспомогательных» процессов (таких как маркетинг, логистика и т. д.) и в зависимости от категории производства.

## Определение
Калькулирование, в отличие от калькуляции, не определяет затраты в стоимостной (денежной) форме на производство единицы или группы единиц изделий, или на отдельные виды производств, так как занятие счётом ради счёта в калькулировании не имеет смысла. Калькулирование берёт за расчётную основу затраты или виды затрат из сложенных по определённым видам статей затрат из бухгалтерского учёта.
Калькулирование используется как для предварительной оценки себестоимости, так и для последующего завершающего контроля. В управлении проектами помимо вышеописанных целей высоко приоритетным является оперативный контроль себестоимости проекта. С помощью калькулирования определённая себестоимость (наборов) продуктов или услуг в первую очередь используется в ценовой политике организации для определения минимальной, максимальной и оптимальной рыночной цены продукции (услуги) и их рыночного потенциала. Себестоимости внутренних ресурсов и промежуточных продуктов служат в рамках контроллинга и других систем менеджмента внутренней оценке эффективности работы организации или соответствующим источником информации другим подразделениям. 

## Примеры калькулирования различных себестоимостей
- себестоимость тоннокилометра в денежном измерении для определённого вида грузового транспорта при ожидаемой средней по загрузке ситуации с заказами на логистическом предприятии.
- себестоимость услуги ремонта в денежном измерении для определённого вида производственных установок и определённого вида поломок при ожидаемой максимальной частоте поломок на определённый временной этап.
- себестоимость одного обращения одного подразделения за услугами другого подразделения при оговоренной минимальной и максимальной частоте обращений на определённый временной этап.
- себестоимость подразделения (дивизиона/завода/отдела) при оговоренной минимальной и максимальной загрузке за определённый временной этап.
- полная (с ИТР, АУП и т.д.) себестоимость исполнения проекта за определённый временной этап.
- и т.д.

Основные виды калькулирования делятся на калькулирование на основе переменных или полных затрат. Важным подходом в калькулировании себестоимости при высоких косвенных затратах (НИиОКР — деятельность на предприятии) является процессный расчёт затрат или Расчёт себестоимости по видам деятельности. На практике (и в научной теории) существует широкий спектр методов калькулирования себестоимости. Некоторые методы можно найти в бухгалтерском учёте, в управленческом учёте, в контроллинге, в финансовом менеджменте и в управлении проектами для соответствующего проектного производства и т. д.
И соответственно калькулирование может производиться бухгалтерией, финансовым отделом (планирование и бюджетирование), контроллинговым отделом (Cost-/Profitcenter расчёты) и сметным отделом в зависимости от предназначения данной информации.
Следует также отметить, что сметный подход — единственный из вышеперечисленных подходов, который не учитывает график производства работ (производственную структуру). И сметы для больших и сложных производственных графиков отличаются очень сильной неточностью оценки себестоимости проекта (большим стандартным отклонением), изначально закладывая риск качеству проектов: содержанию проекта, стоимости проекта и своевременности исполнения проекта (см. управление проектами).